# Semana de la Conciencia Asexual
La Semana de la Conciencia Asexual (también conocida como Semana de la Visibilidad Asexual) es una campaña internacional que se celebra anualmente durante la segunda mitad del mes de octubre, con el objetivo de educar en torno a las experiencias de las personas asexuales, arrománticas, demisexuales, y gris-asexuales. Durante esa semana, grupos asexuales en todo el mundo organizan talleres, charlas y conferencias sobre la asexualidad, crean materiales accesibles dirigidos a la comunidad asexual y a sus aliados, o hablan en contra la difamación de las personas en el espectro asexual en medios de comunicación o en la cultura pop.
Este evento fue fundado por la activista Sara Beth Brooks el 2010, como una campaña en línea dirigida a la comunidad LGBT, para luego expandirse a nivel internacional.

## Objetivos
Los objetivos de la Semana de la Conciencia Asexual incluyen los siguientes:
- Promover la comprensión de que existe una diversidad de orientaciones sexuales y románticas, incluyendo la asexualidad y el arromanticismo.
- Ayudar a que las personas pertenecientes a los espectros asexuales y arrománticos no se sientan solas o "defectuosas".
- Ayuda a que las demás personas a comprendan realmente lo que significa la asexualidad y el arromanticismo y desmentir los mitos sobre estos temas.
- Promover el entendimiento de que el amor y el sexo no están intrínsecamente relacionados y que la falta de uno no hace que el otro sea menos importante.
- Promover el entendimiento de que las personas arrománticas sí puede sentir amor no romántico.
- Difundir información sobre las formas de violencia y discriminación que afectan a las personas asexuales y arrománticas.
- Ayudar a disminuir estas formas de violencia, incluyendo el acoso y abuso sexual.
- Ayudar a que las personas sepan como apoyar a estas comunidades.
- Difundir información de contacto de grupos de apoyo para quienes que los necesiten.